# Liste over ældste personer fra Danmark - 110 år eller derover
Dette er en liste over personer fra Danmark, der er blevet over 110 år gamle. Med personer fra Danmark menes enten personer født i Danmark eller områder under dansk kontrol eller personer, der havde bopæl i Danmark, da de afgik ved døden. Den ældste dansker nogensinde er Christian Mortensen, der emigrerede til USA i 1903, og som døde den 25. april 1998 i Californien i en alder af 115 år og 252 dage, på det tidspunkt den højeste bekræftede alder for en mand noget steds i verden. Den ældste person, der både er født og død i Danmark, er Karla Lindholm Jensen, der døde den 20. december 2020 i en alder af 112 år og 217 dage.
Den første person bosiddende i Danmark, der i det danske Centrale Personregister blev registreret med en alder af 110 år, var Anne Matthiesen, der fyldte 110 år d. 26. november 1994 (på det tidspunkt levede den to år ældre Christian Mortensen dog i Californien).

## Danskere over 110 år gamle
Afdød
      Levende
| Rang       | Navn                       | Køn | Fødselsdag         | Dødsdag            | Alder            | Fødested              | Dødssted               |
| ---------- | -------------------------- | --- | ------------------ | ------------------ | ---------------- | --------------------- | ---------------------- |
| 01 Afdød   | Christian Mortensen        | M   | 16. august 1882    | 25. april 1998     | 115 år, 252 dage | Midtjylland           | USA                    |
| 02 Afdød   | Ursula Krigger             | K   | 22. april 1902     | 10. september 2015 | 113 år, 141 dage | Dansk Vestindien      | Amerikanske Jomfruøer  |
| 03 Afdød   | Karla Lindholm Jensen      | K   | 7. maj 1908        | 10. december 2020  | 112 år, 217 dage | Midtjylland           | Midtjylland            |
| 04 Afdød   | Ellen Adelaide Brandenborg | K   | 7. januar 1906     | 22. juli 2017      | 111 år, 196 dage | Nordjylland           | Midtjylland            |
| 05 Afdød   | Johanne Svensson           | K   | 24. januar 1892    | 29. maj 2003       | 111 år, 125 dage | Midtjylland           | Sverige                |
| 06 Afdød   | Anne Matthiesen            | K   | 26. november 1884  | 19. marts 1996     | 111 år, 114 dage | Nordslesvig, Preussen | Syddanmark             |
| 07 Afdød   | Karen Jespersen            | K   | 5. maj 1889        | 4. august 2000     | 111 år, 91 dage  | Midtjylland           | Midtjylland            |
| 08 Afdød   | Anna Nielsen               | K   | 2. april 1904      | 19. juni 2015      | 111 år, 78 dage  | Nordjylland           | Canada                 |
| 09 Levende | Kirsten Schwalbe (de)      | K   | 10. marts 1914     |                    | 111 år, 1 dage   | Holstebro             |                        |
| 10 Afdød   | Marie Jensen               | K   | 5. juni 1904       | 30. januar 2015    | 110 år, 239 dage | Midtjylland           | Midtjylland            |
| 11 Afdød   | Karen Faurschou Egestad    | K   | 14. september 1908 | 16. maj 2019       | 110 år, 224 dage | Midtjylland           | Midtjylland            |
| 12 Afdød   | Bertha Wallin              | K   | 13. januar 1874    | 5. august 1984     | 110 år, 205 dage | Midtjylland           | USA                    |
| 13 Afdød   | Signe Højer                | K   | 1. november 1905   | 18. marts 2016     | 110 år, 138 dage | Nordjylland           | Midtjylland            |
| 14 Afdød   | Agnes Steenstrup           | K   | 24. november 1903  | 1. marts 2014      | 110 år, 97 dage  | Hovedstadsregionen    | Hovedstadsregionen     |
| 15 Afdød   | Jens Peter Westergaard     | M   | 26. april 1914     | 23. juli 2024      | 110 år, 88 dage  | Odense                | Fredericia, Syddanmark |
| 16 Afdød   | Gerda Muff                 | K   | 16. marts 1906     | 29. april 2016     | 110 år, 44 dage  | Sjælland              | Sjælland               |
| 17 Afdød   | Ulla Lund                  | K   | 25. juli 1907      | 23. august 2017    | 110 år, 29 dage  | Midtjylland           | USA                    |

Christian Jacobsen Drakenberg var en norskfødt dansk sømand, der ifølge egne oplysninger var født i 1626 og følgelig nåede en imponerende alder: 145 år. I dag stilles der dog spørgsmålstegn ved fødselsåret, skønt dette var anderkendt i samtiden.

## Andre tilfælde
I tredje kvartal af 2022 fyldte en person ifølge Danmarks Statistik 112 år, og i deres Statistikbank kunne man se, at en kvinde i Region Midtjylland fyldte 112 år i juli 2022, men øvrige detaljer blev ikke publiceret i 2022. Kvinden, som døde i foråret 2023, var dog fra Irak, hvorfor angivelse af fødselsår ved indrejse til Danmark godt kan have været behæftet med en betydelig usikkerhed (hendes fødselsdato var angivet som 01.07., hvilket er en almindelig indikation på manglende kendskab til den præcise fødselsdato).